# Суперъячейка

Структура суперъячейки. Вид на северо-запад в Северном полушарии.

 Суперъяче́йка (англ. supercell; «super» — огромный, мощный и «cell» — ячейка) — разновидность грозового облака, характеризующаяся наличием мезоциклона — вращающегося восходящего воздушного потока среднего масштаба. Из четырёх видов гроз согласно западным классификациям (суперъячейковые, линейные многоячейковые (линии шквалов), кластерные многоячейковые и одноячейковые) суперъячейки встречаются наименее часто и могут представлять наибольшую опасность. Суперъячейки часто изолированы от других гроз и могут иметь фронт размахом до 32 километров.
Суперъячейки часто подразделяют на три типа: классические, с низким уровнем осадков (LP) и с высоким уровнем осадков (HP). Суперъячейки типа LP обычно образуются в более засушливом климате, таком как в высокогорных долинах США, а суперъячейки типа HP характерны для более влажного климата. Суперъячейки могут наблюдаться в любой точке земного шара, если там возникнут подходящие для их образования погодные условия, но наиболее распространены они в области Великих равнин в США — в районе, известном как Аллея торнадо. Также они могут наблюдаться над равнинами в Австралии, Аргентине, Уругвае и на юге Бразилии.

## Галерея

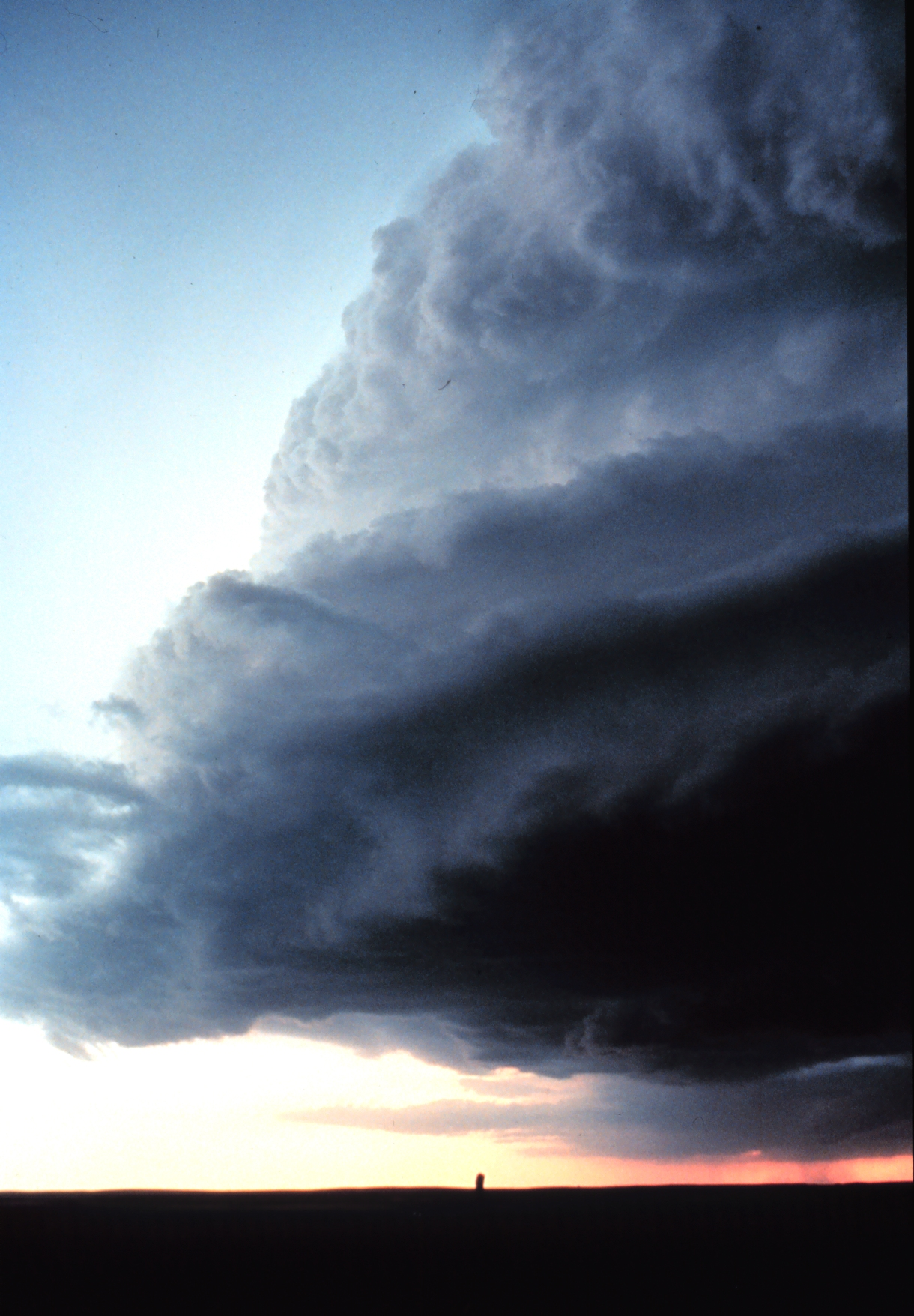
Шельфовое облако суперъячейки с низким уровнем осадков. Грозовой воротник образуется, когда более холодная воздушная масса проходит через более теплый влажный воздух.
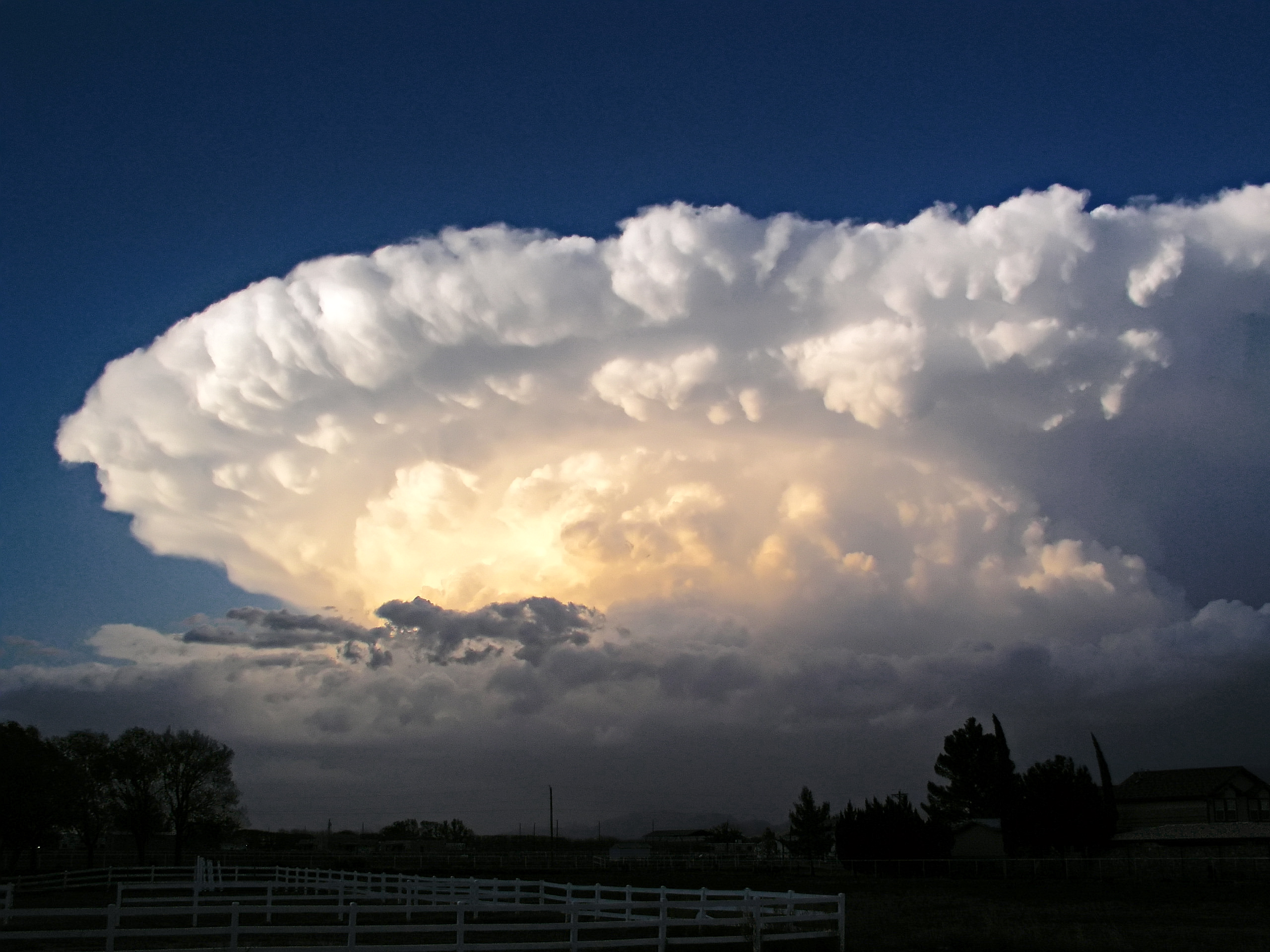
Суперъячейка. В то время как многие обычные грозы (линия шквала, одноячейковые, многокамерные) похожи по внешнему виду, суперъячейки можно отличить по их крупномасштабному вращению.
Схема компонентов суперъячейки.
Сдвиг ветра (красный) заставляет воздух вращаться (зелёный)
Восходящий поток (синий) «изгибает» вращающийся воздух вверх
Восходящий поток начинает вращаться со столбом воздуха.
Схема суперъячейки сверху. RFD: нисходящая тяга заднего бока, FFD: нисходящий поток переднего бока, V: V-паз, U: Главный восходящий поток, I: Интерфейс восходящего потока/нисходящего потока, H: крюк эхо
Карта отражательной способности радара
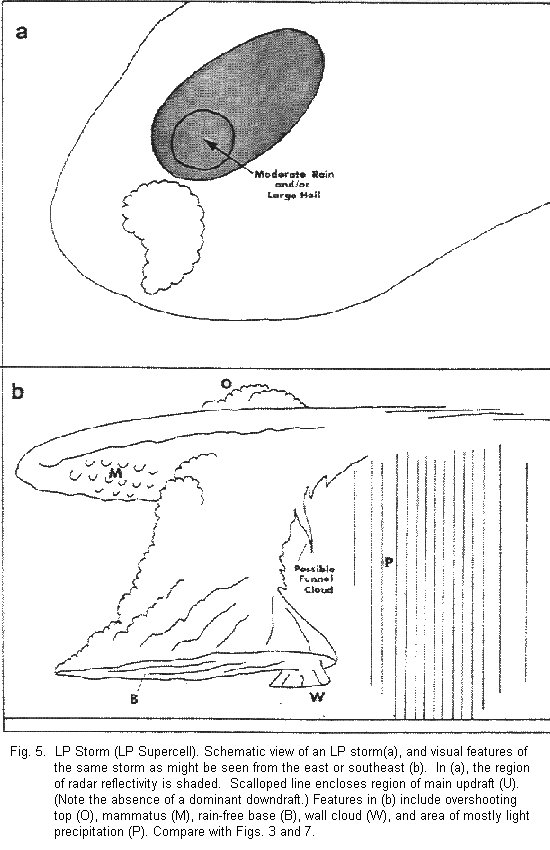
Схема суперъячейки с низким количеством осадков (LP)
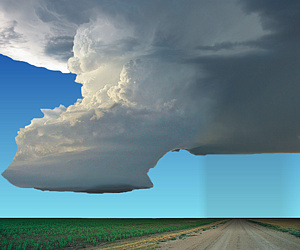
Идеализированный вид суперъячейки с низким количеством осадков (LP)
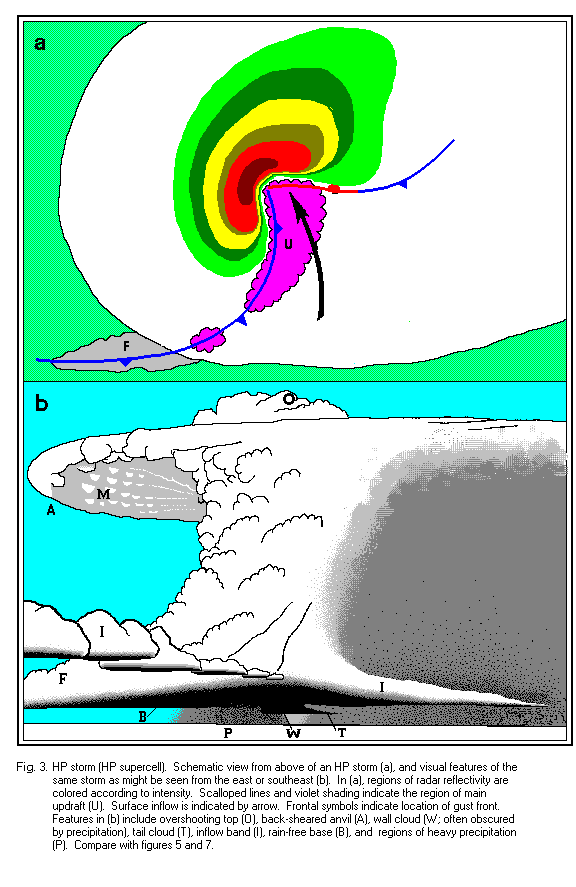
Схема суперъячейки с большим количеством осадков (HP)
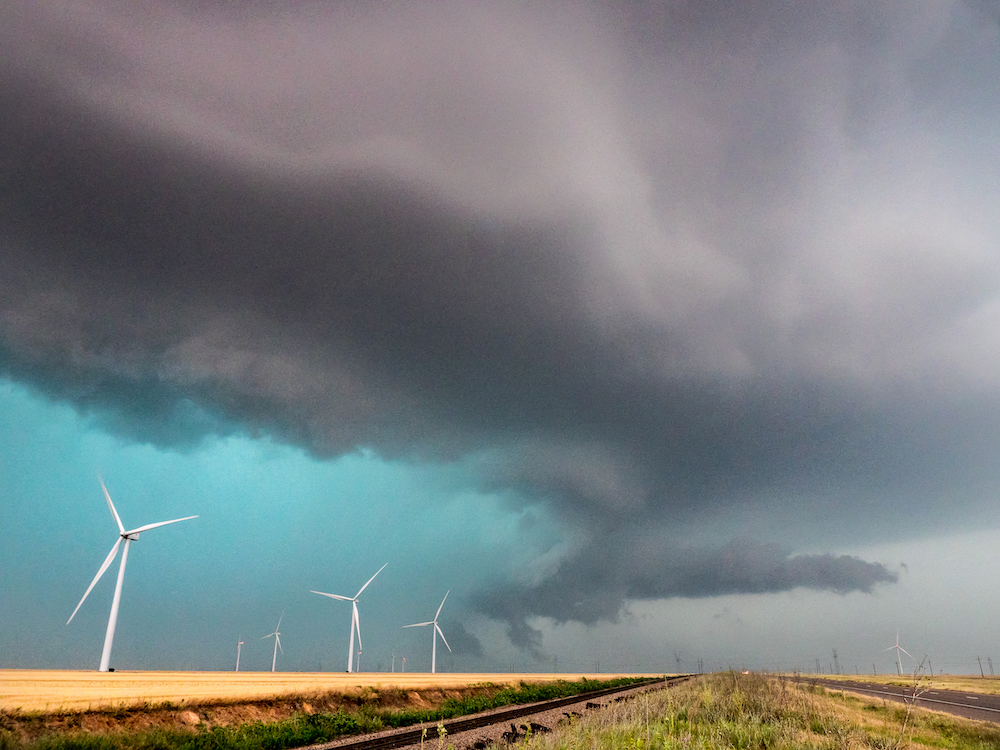
Суперъячейка с большим количеством осадков.
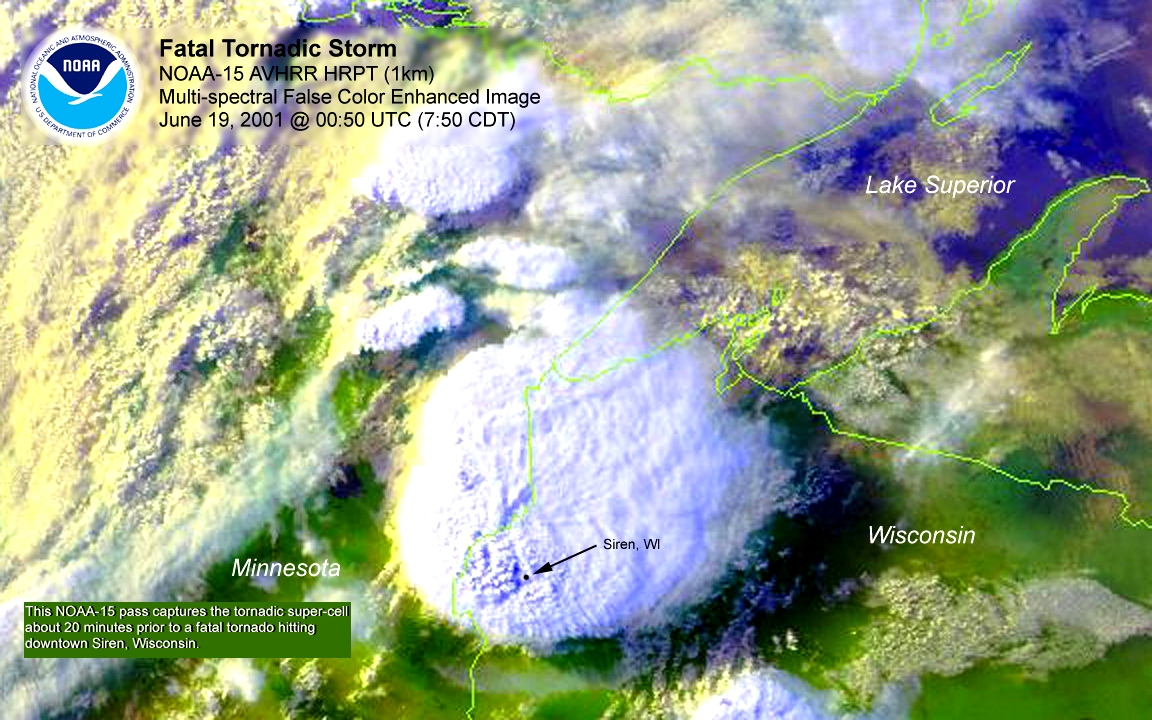
Вид со спутника на суперъячейку
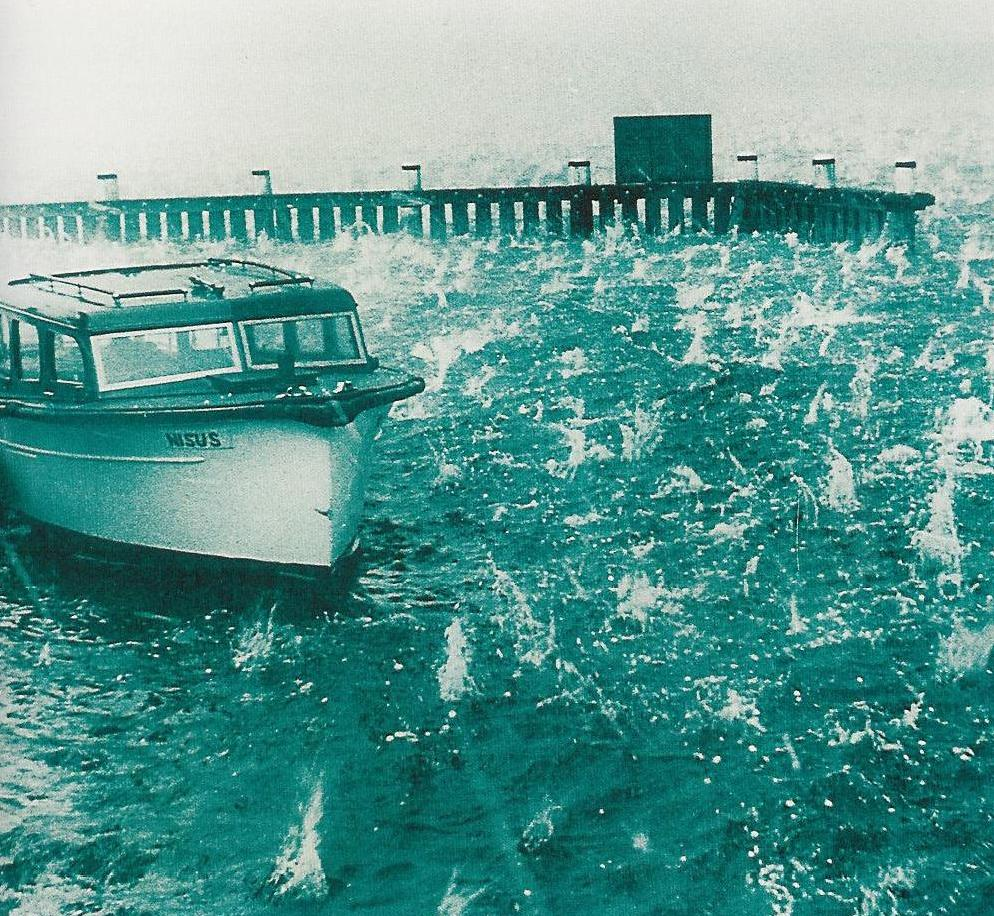
Фотография Сиднейского урагана с градом в 1947 году, на которой виден град, обрушившийся на воду в заливе Роуз.
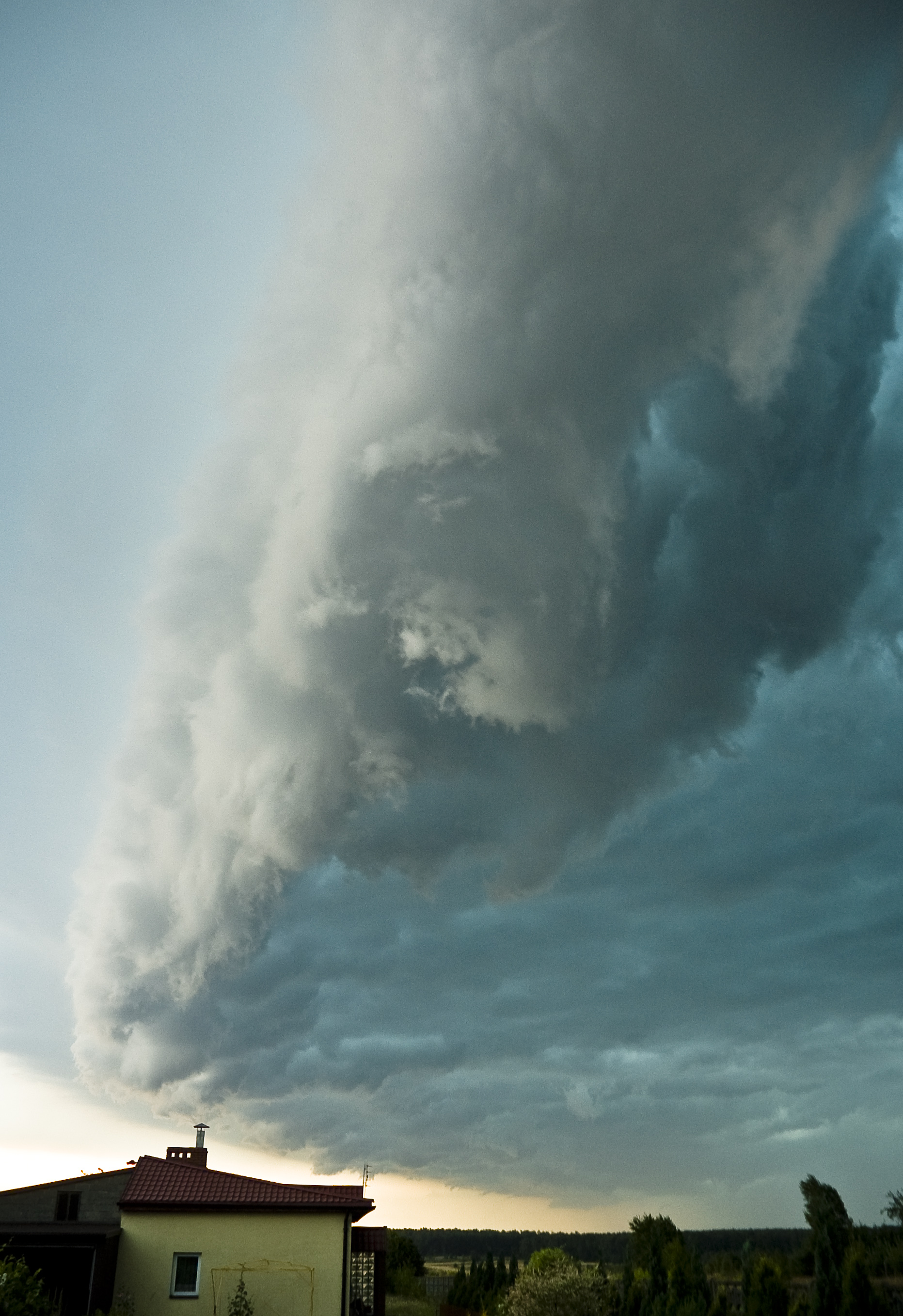
Шторм в Ченстохове
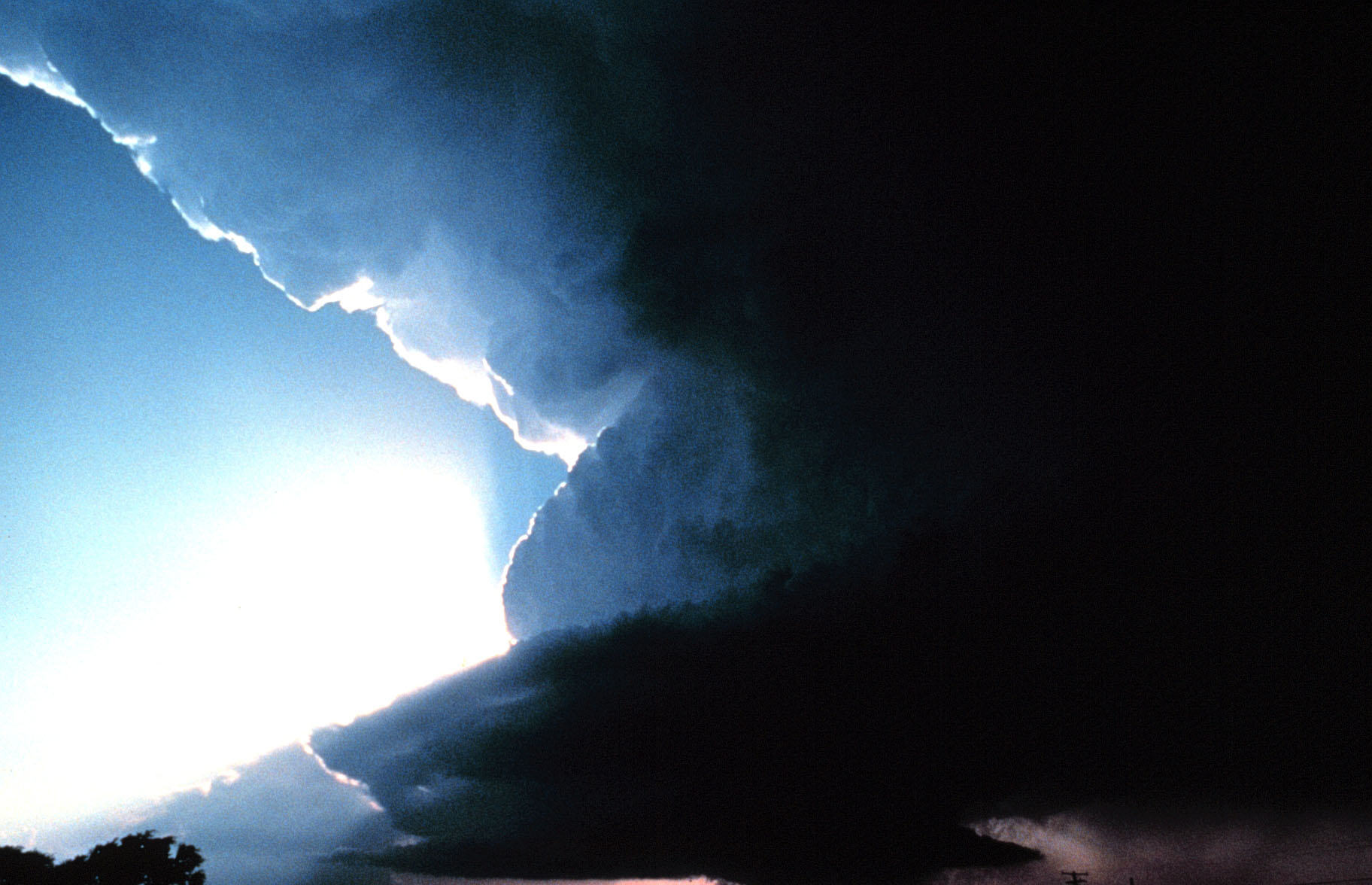
Суперъячейка
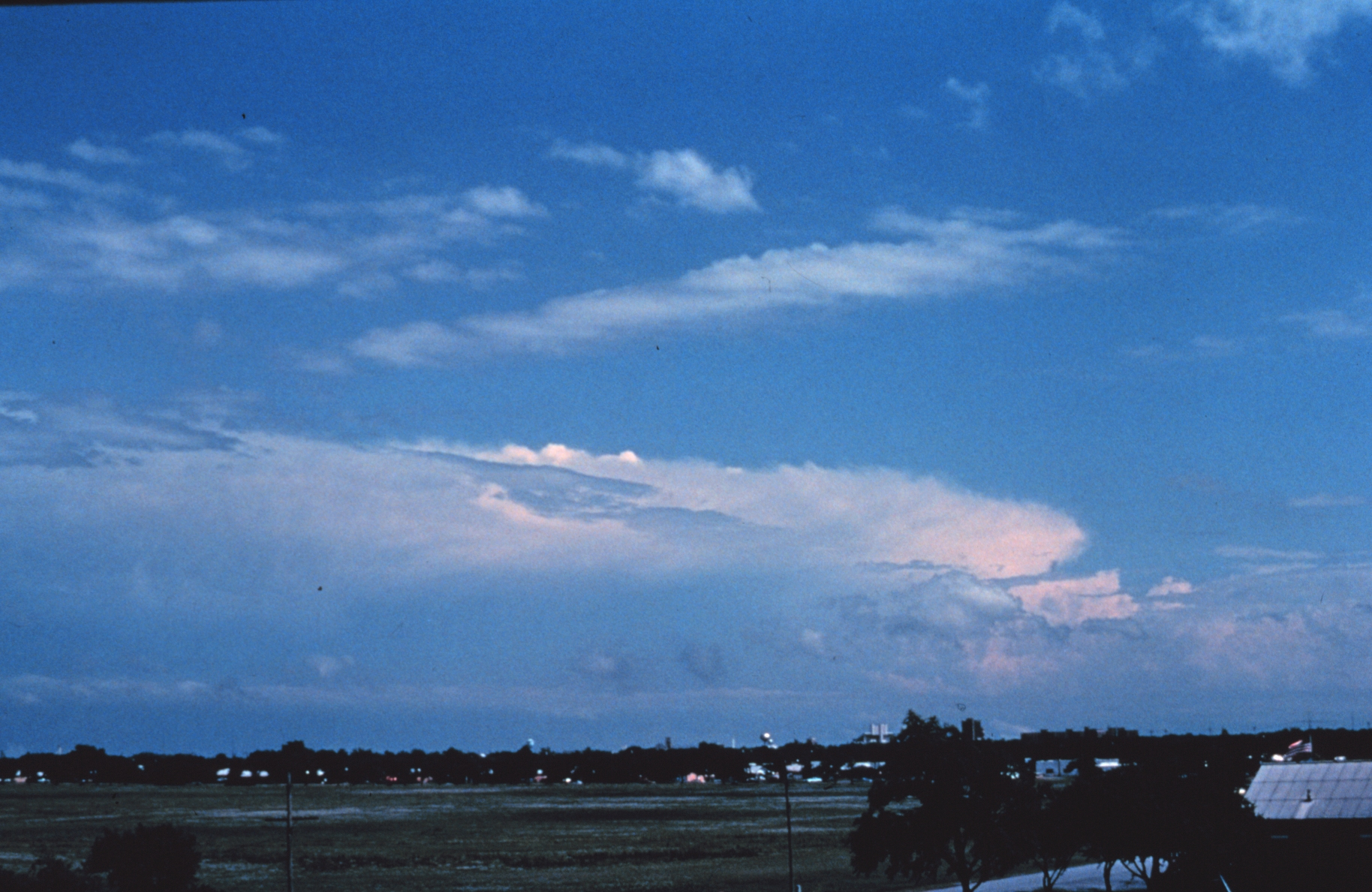
Изолированная суперъячейка
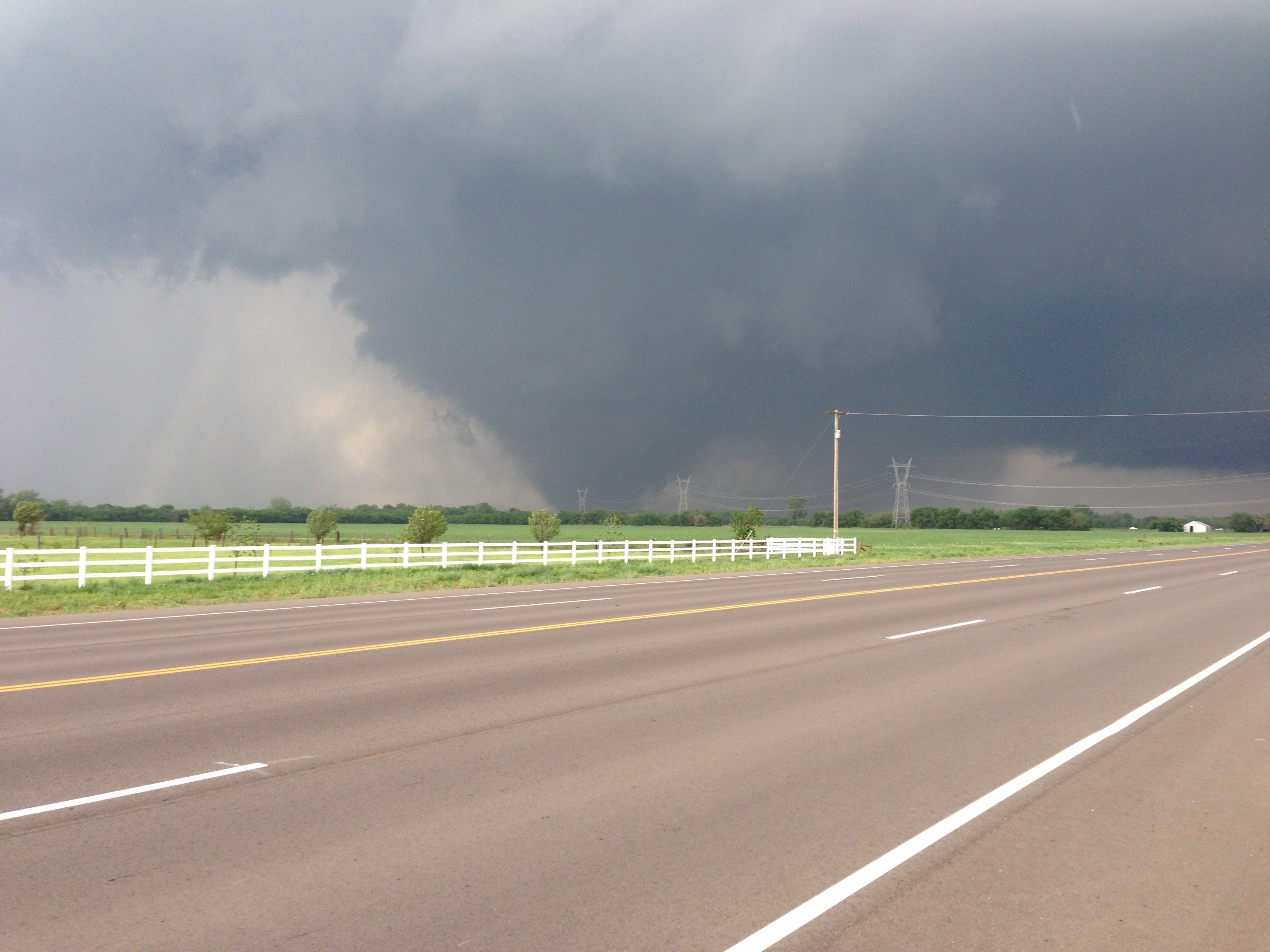
Торнадо в Оклахоме, 2013 г.
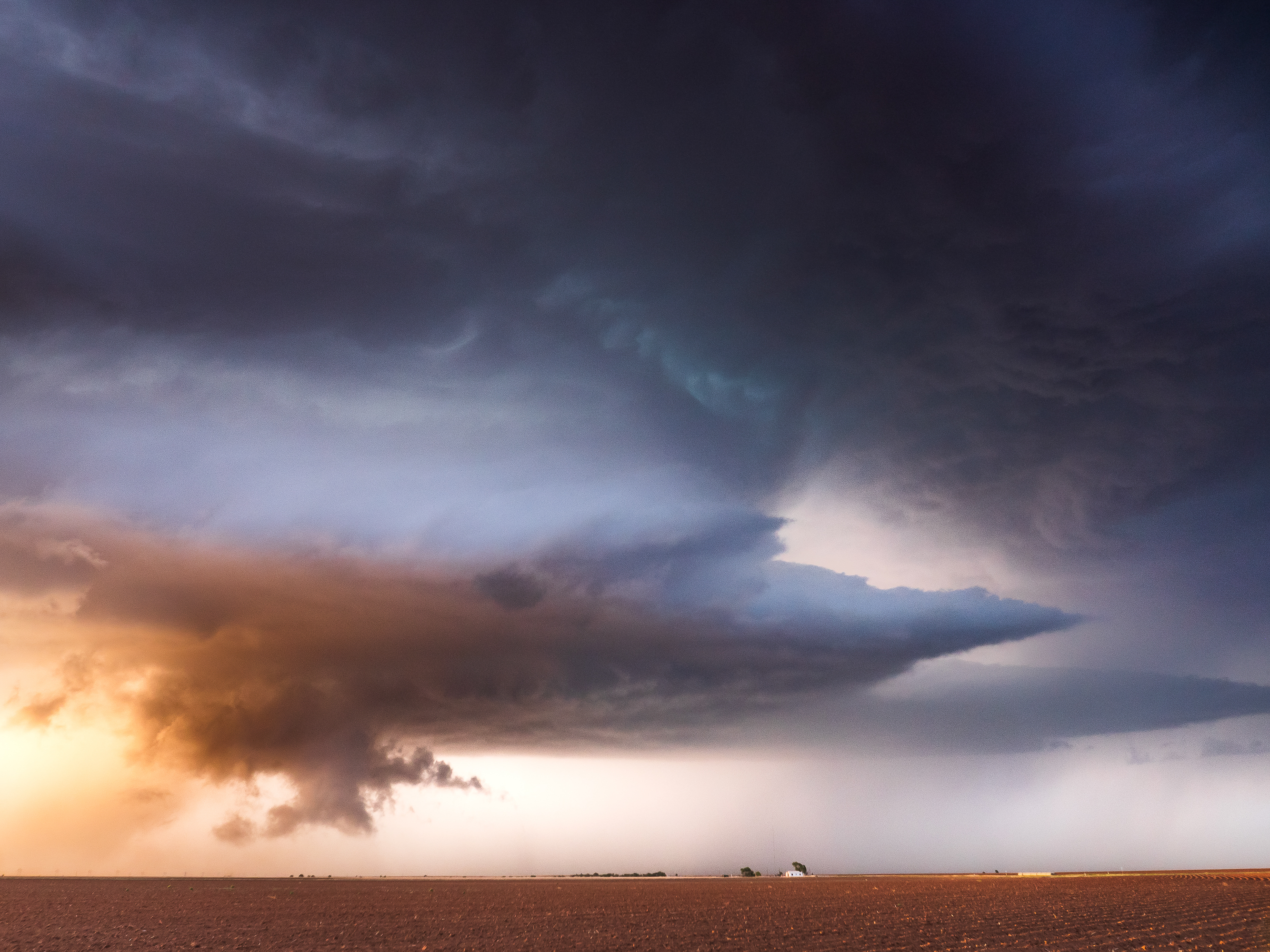
Гроза суперъячейки над Нидмором, штат Техас.